# Dolegna del Collio
Dolegna del Collio (friuli nyelven: Dolegne dal Cuei, szlovénül: Dolenje v Brdih) település Olaszországban, Friuli-Venezia Giulia régióban, Gorizia megyében. Lakosainak száma 306 fő (2023. január 1.). Dolegna del Collio Cormons, Corno di Rosazzo, Prepotto és Brda községekkel határos.

## Népesség
A település lakossága az elmúlt években az alábbi módon változott:
| Lakosok száma | 358  | 347  | 306  |
|               | 2017 | 2018 | 2023 |